# پورت پروتکشن، آلاسکا
پورت پروتکشن (به انگلیسی: Port Protection) شهری در ناحیه سرشماری پرینس آو ویلز-هایدر ایالت آلاسکا است که جمعیت آن در سرشماری سال ۲۰۰۰ میلادی ۶۳ نفر بوده‌است.